# SZTE Gyógyszerésztudományi Kar
A Szegedi Tudományegyetem Gyógyszerésztudományi Kar (rövid neve: SZTE GYTK) gyökerei egészen a kolozsvári Ferencz József Tudományegyetemig nyúlnak vissza.

## Történet
1921-ben a Ferenc József Tudományegyetem Szegedre költözött. 1921. október 9-én nyitották meg az első szegedi tanévet. Az indulás éveiben -  az akkor érvényes törvények szerint -  a gyógyszerészképzés a Matematika és természettudományi, illetve az Orvosi Karon folyt, két tanév keretében.
A szegedi gyógyszerészképzés fejlődésében fordulópontot jelentett az 1957-es év, mivel ebben az évben létesült az önálló Gyógyszerésztudományi Kar. A kar első dékánja Dirner Zoltán lett.

### A kar dékánjai voltak
- Dirner Zoltán 1957-1961 között[3]
- Novák István 1961-1967 között
- Kedvessy György 1967-1979 között
- Minker Emil 1979-1985 között
- Selmeczi Béla 1985-1991 között
- Stájer Géza 1991-1997 között
- Erős István 1997-2000 között
- Falkay György 2000-2006 között
- Fülöp Ferenc 2006-2012 között
- Hohmann Judit 2012-2018 között
- Zupkó István 2018-

## A Gyógyszerésztudományi Kar intézetei
- Farmakognóziai Intézet
- Gyógyszeranalitikai Intézet Archiválva 2022. május 7-i dátummal a Wayback Machine-ben
- Gyógyszerhatástani és Biofarmáciai Intézet
- Gyógyszerkémiai Intézet Archiválva 2022. március 9-i dátummal a Wayback Machine-ben
- Gyógyszertechnológiai és Gyógyszerfelügyeleti Intézet
- Klinikai Gyógyszerészeti Intézet

## Képzési területek
- Gyógyszerészképzés
- Gyógyszertudományok Doktori Iskola
- Szakgyógyszerészképzés, továbbképzés
- Angol orvosi szakfordító illetve angol szaknyelvi kommunikátor